# Mexobisium armasi
Mexobisium armasi är en spindeldjursart som beskrevs av William B. Muchmore 1980. Mexobisium armasi ingår i släktet Mexobisium och familjen Bochicidae. Inga underarter finns listade i Catalogue of Life.